# Pedraza
Pedraza là một khu tự quản thuộc tỉnh Magdalena, Colombia. Thủ phủ của khu tự quản Pedraza đóng tại Pedraza Khu tự quản Pedraza có diện tích 445 ki lô mét vuông. Đến thời điểm ngày 28 tháng 5 năm 2005, khu tự quản Pedraza có dân số 12669 người.